# Adriana Villagrán
Adriana Villagrán (Buenos Aires, 7 de agosto de 1956) es una exjugadora de tenis profesional argentina de los años 1980. También es conocida por su nombre de casada, Adriana Villagrán-Reami.

## Trayectoria
Villagrán se convirtió en jugadora profesional a los 23 años, en 1979. Sin embargo por influencia de su padre había comenzado a jugarlo a los 8 años y a los 12 comenzó a destacarse en infantiles. En 1972 la Asociación Argentina de Tenis la designó para representar al país en el Banana Bowl torneo que ganó en 1974.
En mayores disputó dos finales del Abierto de la República junto a Rivera Fonseca y Carlos Kirmayr en la categoría doble mixto. También jugó con Gabriela Sabatini con la que ganó el doble de damas en 1983.
En 1980, junto a su compatriota Ivanna Madruga, se clasificó para la final de dobles femenina de Roland Garros, en la cual perdieron ante Kathy Jordan y Anne Smith. Participó en siete torneos de Grand Slam, pero no pudo ganar ninguno. También representó a su país en la Fed Cup desde 1979 a 1985, ganando siete encuentros y perdiendo diez. Entre ellos destaca el título que consiguió en 1979 ante España por tres a cero, en Madrid.

### Finales de Grand Slam

#### Dobles: 1 (0 títulos, 1 subcampeonato)
| Resultado   | Año  | Campeonato    | Superficie | Compañera      | Rivales                 | Marcador |
| ----------- | ---- | ------------- | ---------- | -------------- | ----------------------- | -------- |
| Subcampeona | 1980 | Roland Garros | Arcilla    | Ivanna Madruga | Kathy Jordan Anne Smith | 6–1, 6–0 |

## Vida personal
En 1988 se casó con Jorge Reami, con quien tuvo dos hijas, y se radicó en Estados Unidos.